# اکسترانت

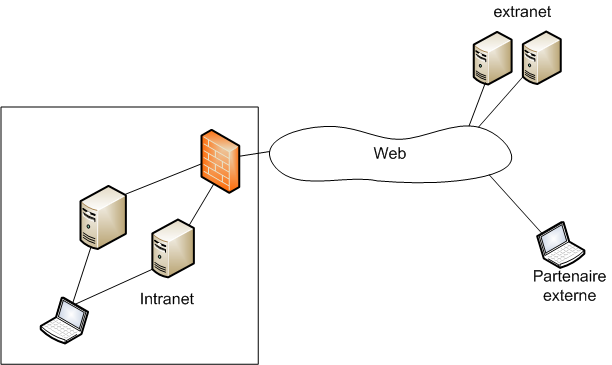
بُرون‌نِت

بُرون‌نِت یا اکسترانت (به انگلیسی: extranet) یک شبکهٔ شخصی است که از پروتکل اینترنت و اتصالات شبکه استفاده می‌کند و امکان استفاده از سیستم ارتباط از دور جمعی برای محفوظ نگهداشتن اطلاعات مبادله شده سازمان‌ها یا ادارات بوسیلهٔ کارپردازان وفروشندگان و شرکا و مشتریان یا دیگر تجار را فراهم می‌کند.
اکسترانت می‌تواند به عنوان بخشی از اینترانت یک کمپانی تعریف شود که برای کاربران خارجی کمپانی تمدید گردیده است. هم چنین اکسترانت به این صورت نیز تعریف شده است که :روشی است اینترنتی برای انجام تجارت با سایر کمپانی‌ها که کیفیت ان به خوبی فروش محصولات به مشتریان می‌باشد.
به‌طور مختصر می‌تواند از یک اکسترانت به عنوان یک"اینترنت شخصی سطح بالاتر از اینترنت " برداشت شود.
اکسترانت یک اینترانت است که به‌طور کاملاَ خصوصی اداره می‌شود. اکسترنت‌ها برای اینکه بتوانند اینترانت را گسترش دهند به کار بران خود اجازه می‌دهند از اینترنت نیز از راه‌های مطمئن دسترسی داشته باشند)